# Larry Bird
Larry Joe Bird (West Baden Springs, 7 december 1956) is een Amerikaans voormalig basketbalspeler en basketbalcoach.

## Biografie
Bird werd geboren in West Baden Springs, Indiana, uit het huwelijk tussen Georgia en Joe Bird. Hij groeide op in West Baden Springs en de nabijgelegen stad French Lick, waardoor hij de bijnaam The Hick From French Lick ("de boerenkinkel uit French Lick") kreeg toebedeeld. Bird begon zijn basketbalcarrière in het Springs Valley Highschool-team, waar hij nog steeds bekendstaat als de productiefste speler die ooit voor Springs Valley High uitkwam.
In het jaar 1974 koos Bird voor Indiana University waar hij in het team van de basketbalcoach Bobby Knight terechtkwam. Bird voelde zich hier echter niet op zijn plaats en besloot na een maand deze universiteit te verlaten, om na een tijdje terug te komen op collegeniveau bij de Indiana State University Sycamores.
In 1978 deed Bird mee aan de NBA Draft. Hij werd toen als 6e speler in de draft geselecteerd door de Boston Celtics. Hij besloot echter nog een jaar voor de Sycamores te blijven spelen. De Celtics behielden desondanks het exclusieve recht om hem een jaar later te rekruteren.
In 1979 leidde Larry Bird zijn Sycamores naar de finale van het NCAA-kampioenschap, waar hij in verloor van Michigan State University dat op dat moment onder leiding stond van Earvin Magic Johnson. In deze wedstrijd scoorde Bird 19 punten, "Magic Johnson" scoorde er 24. Van deze wedstrijd werd beweerd dat dit het begin was van de March Madness, de hedendaagse 'gekte' rondom de NCAA-kampioenschappen die in maart plaatshebben.
Aan het eind van het basketbaljaar 1979 werd Bird uitgeroepen tot NCAA-speler van het jaar, met gemiddelden van 30,3 punten, 13,3 rebounds en 4,6 assists per wedstrijd. Na het verlies tegen Michigan State University besloot Bird toch de overstap te maken naar de NBA.
Bird was door leiderschapskwaliteiten, spelinzicht, passing en zijn jumpshot van invloed op het spel van de Celtics. Hij werd in 1979 gekozen als Rookie of the Year, en niet Magic Johnson, die in datzelfde jaar ook de overstap naar de NBA had gemaakt en als eerste in de NBA-draft door de Los Angeles Lakers was gekozen. Bird speelde met name op de small-forward en power-forward posities. Bird had in zijn rookie-jaar gemiddelden van 21,3 punten per wedstrijd, 10,4 rebounds per wedstrijd en 4,5 assists per wedstrijd. In 1979, hij was dus nog "rookie", werd Bird geselecteerd voor het Eastern Conference Allstar Team'; ook de daaropvolgende 12 jaren was dit het geval. Een seizoen later contracteerden de Celtics ook Robert Parish en Kevin McHale. Onder leiding van de "Big Three" haalden de Celtics vijfmaal de NBA Finals, en wonnen die driemaal: in 1981, 1984 en 1986.
Samen met Magic Johnson leidde hij de populariteit van het NBA-basketbal, dat tot dat moment wat in het slop was geraakt, weer naar nieuwe hoogten. Dit deden zij met name door de al jaren bestaande rivaliteit tussen de Celtics van Bird en de Lakers van Magic weer nieuw leven in te blazen. Op 4 februari 1993 besloten de Celtics om zijn rugnummer 33 uit roulatie te halen en in de toekomst aan geen enkele andere speler meer toe te kennen.
Gedurende zijn NBA-carrière behaalde Larry Bird gemiddelden van 24,3 punten per wedstrijd, 10,0 rebounds per wedstrijd en 6,3 assists per wedstrijd.
Op de Olympische Spelen van 1992 behaalde hij de gouden medaille met het eerste Amerikaans basketbalteam.
Naar aanleiding van het 50-jarig bestaan van de NBA in 1996 werd Bird opgenomen in de lijst van 50 beste NBA-spelers aller tijden. Bird werd in 1998 opgenomen in de Naismith Memorial Basketball Hall of Fame.
Na zijn sportcarrière werkte hij van 1992 tot 1997 bij de Celtics. Van 1997 tot 2000 was Bird hoofdcoach van de Indiana Pacers. In deze ploeg speelde ook de Nederlander Rik Smits. In het seizoen 1997-1998 werd Bird uitgeroepen tot coach van het jaar. In zijn laatste seizoen als coach bereikte de ploeg de finale van de NBA, waarin werd verloren van de Los Angeles Lakers.
In 2003 werd hij president van "basketbal-operations" voor de Pacers. In mei 2012 werd hij door een panel van zijn collega's in de NBA uitgeroepen tot Executive of the Year. Hiermee werd Bird de eerste sporter die tot speler, coach en bestuurder van het jaar is uitgeroepen. In juni 2012 werd bekendgemaakt dat Bird zijn positie als president per augustus 2012 zou neerleggen. Als reden werd zijn gezondheid genoemd. Een jaar later keerde hij terug in de positie van president voor de Pacers. In 2018 legde hij zijn functie neer en werd hij adviseur voor het team.

## Prijzen en onderscheidingen

### Als speler
- NBA-kampioen: 1981, 1984, 1986
- NBA Most Valuable Player Award: 1984, 1985, 1986
- NBA Finals Most Valuable Player Award: 1984, 1986
- NBA All-Star: 1980, 1981, 1982, 1983, 1984, 1985, 1986, 1987, 1988, 1990, 1991, 1992
- NBA All-Star Game MVP: 1982
- All-NBA First Team: 1980, 1981, 1982, 1983, 1984, 1985, 1986, 1987, 1988
- All-NBA Second Team: 1990
- NBA All-Defensive Second Team: 1982, 1983, 1984
- NBA All-Rookie Team: 1980
- NBA Rookie of the Year: 1980
- NBA Three-Point Contest: 1986, 1987, 1988
- 50–40–90 club: 1987, 1988
- 50 Greatest Players in NBA History
- NBA 75th Anniversary Team
- NBA Lifetime Achievement Award: 2019
- Nummer 33 teruggetrokken door de Boston Celtics
- Nummer 33 teruggetrokken door de Indiana State Sycamores
- Olympische Spelen: 1992
- Naismith Memorial Hall of Fame: 1998 (individueel) en 2010 (als onderdeel van de Amerikaanse ploeg op de OS 1992)
- College Basketball Hall of Fame: 2006
- US Olympic Hall of Fame: 2009 (als onderdeel van de Amerikaanse ploeg op de OS 1992)
- FIBA Hall of Fame: 2017 (als onderdeel van de Amerikaanse ploeg op de OS 1992)

### Als coach
- NBA Coach of the Year: 1998
- NBA All-Star Game-coach: 1998

### Als manager
- NBA Executive of the Year: 2012

## Statistieken

### Reguliere Seizoen
| Seizoen        | Team           | WG  | WS  | MPW  | 2P%  | 3P%  | FW%  | RPW  | APW | SPW | BPW | PPW  |
| -------------- | -------------- | --- | --- | ---- | ---- | ---- | ---- | ---- | --- | --- | --- | ---- |
| 1979-1980      | Boston Celtics | 82  | 82  | 36,0 | 47,4 | 40,6 | 83,6 | 10,4 | 4,5 | 1,7 | 0,3 | 21,3 |
| 1980-1981      | Boston Celtics | 82  | 82  | 39,5 | 47,8 | 27,0 | 86,3 | 10,9 | 5,5 | 2,0 | 0,8 | 21,2 |
| 1981-1982      | Boston Celtics | 77  | 58  | 38,0 | 50,3 | 21,2 | 86,3 | 10,9 | 5,8 | 1,9 | 0,9 | 22,9 |
| 1982-1983      | Boston Celtics | 79  | 79  | 37,7 | 50,4 | 28,6 | 84,0 | 11,0 | 5,8 | 1,9 | 0,9 | 23,6 |
| 1983-1984      | Boston Celtics | 79  | 77  | 38,3 | 49,2 | 24,7 | 88,8 | 10,1 | 6,6 | 1,8 | 0,9 | 24,2 |
| 1984-1985      | Boston Celtics | 80  | 77  | 39,5 | 52,2 | 42,7 | 88,2 | 10,5 | 6,6 | 1,6 | 1,2 | 28,7 |
| 1985-1986      | Boston Celtics | 82  | 81  | 38,0 | 49,6 | 42,3 | 89,6 | 9,8  | 6,8 | 2,0 | 0,6 | 25,8 |
| 1986-1987      | Boston Celtics | 74  | 73  | 40,6 | 52,5 | 40,0 | 91,0 | 9,2  | 7,6 | 1,8 | 0,9 | 28,1 |
| 1987-1988      | Boston Celtics | 76  | 75  | 39,0 | 52,7 | 41,4 | 91,6 | 9,3  | 6,1 | 1,6 | 0,8 | 29,9 |
| 1988-1989      | Boston Celtics | 6   | 6   | 31,5 | 47,1 | -    | 94,7 | 6,2  | 4,8 | 1,0 | 0,8 | 19,3 |
| 1989-1990      | Boston Celtics | 75  | 75  | 39,3 | 47,3 | 33,3 | 93,0 | 9,5  | 7,5 | 1,4 | 0,8 | 24,3 |
| 1990-1991      | Boston Celtics | 75  | 75  | 39,3 | 47,3 | 33,3 | 93,0 | 9,5  | 7,5 | 1,4 | 0,8 | 24,3 |
| 1991-1992      | Boston Celtics | 45  | 45  | 36,9 | 46,6 | 40,6 | 92,6 | 9,6  | 6,8 | 0,9 | 0,7 | 20,2 |
| Carrière       | Carrière       | 897 | 870 | 38,4 | 49,6 | 37,6 | 88,6 | 10,0 | 6,3 | 1,7 | 0,8 | 24,3 |
| All Star-games | All Star-games | 10  | 9   | 28,7 | 42,3 | 23,1 | 84,4 | 7,9  | 4,1 | 2,3 | 0,3 | 13,4 |

### Playoffs

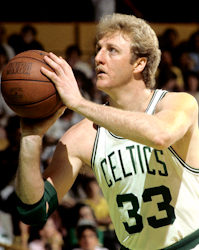
Bird tijdens de playoffs in 1985

| Seizoen   | Team           | WG  | WS  | MPW  | 2P%  | 3P%  | FW%  | RPW  | APW | SPW | BPW | PPW  |
| --------- | -------------- | --- | --- | ---- | ---- | ---- | ---- | ---- | --- | --- | --- | ---- |
| 1979-1980 | Boston Celtics | 9   | 9   | 41,3 | 46,9 | 26,7 | 88,0 | 11,2 | 4,7 | 1,6 | 0,9 | 21,3 |
| 1980-1981 | Boston Celtics | 17  | 17  | 44,1 | 47,0 | 37,5 | 89,4 | 14,0 | 6,1 | 2,3 | 1,0 | 21,9 |
| 1981-1982 | Boston Celtics | 12  | 12  | 40,8 | 42,7 | 16,7 | 82,2 | 12,5 | 5,6 | 1,9 | 1,4 | 17,8 |
| 1982-1983 | Boston Celtics | 6   | 6   | 40,0 | 42,2 | 25,0 | 82,8 | 12,5 | 6,8 | 2,2 | 0,5 | 20,5 |
| 1983-1984 | Boston Celtics | 23  | 23  | 41,8 | 52,4 | 41,2 | 87,9 | 11,0 | 5,9 | 2,3 | 1,2 | 27,5 |
| 1984-1985 | Boston Celtics | 20  | 20  | 40,8 | 46,1 | 28,0 | 89,0 | 9,1  | 5,8 | 1,7 | 1,0 | 26,0 |
| 1985-1986 | Boston Celtics | 18  | 18  | 42,8 | 51,7 | 41,1 | 92,7 | 9,3  | 8,2 | 2,1 | 0,6 | 25,9 |
| 1986-1987 | Boston Celtics | 23  | 23  | 44,1 | 47,6 | 34,1 | 91,2 | 10,0 | 7,2 | 1,2 | 0,8 | 27,0 |
| 1987-1988 | Boston Celtics | 17  | 17  | 44,9 | 45,0 | 37,5 | 89,4 | 8,8  | 6,8 | 2,1 | 0,8 | 24,5 |
| 1988-1989 | Boston Celtics | 5   | 5   | 41,4 | 44,4 | 26,3 | 90,6 | 9,2  | 8,8 | 1,0 | 1,0 | 24,4 |
| 1989-1990 | Boston Celtics | 17  | 17  | 44,9 | 45,0 | 37,5 | 89,4 | 8,8  | 6,8 | 2,1 | 0,8 | 24,5 |
| 1990-1991 | Boston Celtics | 10  | 10  | 39,6 | 40,8 | 14,3 | 86,3 | 7,2  | 6,5 | 1,3 | 0,3 | 17,1 |
| 1991-1992 | Boston Celtics | 4   | 2   | 26,8 | 50,0 | 0,00 | 75,0 | 4,5  | 5,3 | 0,3 | 0,5 | 11,3 |
| Carrière  | Carrière       | 164 | 162 | 42,0 | 47,2 | 32,1 | 89,0 | 10,3 | 6,5 | 1,8 | 0,9 | 23,8 |

## Trivia
- Larry heeft een rol gespeeld in drie films, Blue Chips, uit 1994 van Paramount Pictures, de Warner Bros. Pictures-film Space Jam met Michael Jordan en Bill Murray uit 1996 en Celtic Pride met Dan Aykroyd, Daniel Stern en Damon Wayans, ook uit 1996.

| Logo van de Olympische Spelen | Goud | Zilver | Brons | Logo van de Olympische Spelen |
|                               | 1    | 0      | 0     |                               |

00 Parish · 
7 Archibald · 
20 Kreklow · 
30 Carr · 
31 Maxwell · 
32 McHale · 
33 Bird · 
40 Duerod · 
42 Ford · 
43 Henderson · 
45 Fernsten · 
53 Robey · 
Coach Fitch
00 Parish · 
3 Johnson · 
8 Wedman · 
28 Buckner · 
30 Carr · 
31 Maxwell · 
32 McHale · 
33 Bird · 
40 Clark · 
43 Henderson · 
44 Ainge · 
50 Kite · 
Coach Jones
00 Parish · 
3 Johnson · 
5 Walton · 
8 Wedman · 
11 Vincent · 
12 Sichting · 
32 McHale · 
33 Bird · 
34 Carlisle · 
44 Ainge · 
45 Thirdkill · 
50 Kite · 
Coach Jones
- International Standard Name Identifier: 0000 0000 2185 7581
- Library of Congress Control Number: n80140057
- Nationale Bibliotheek van Letland: 000346809
- Nationale Bibliotheek van Israël: 987007933358805171
- Nationale Bibliotheek van Polen: a0000003382038
- Nederlandse Thesaurus van Auteursnamen: 072040386
- Système universitaire de documentation: 221028870
- Virtual International Authority File: 70237666
- WorldCat: E39PBJfcRrvGXxqWvmcxC8MdcP